# Georg Nigl
Georg Nigl (* 2. Mai 1972 in Wien) ist ein österreichischer Opern- und Konzertsänger (Bariton) und Gesangspädagoge. Er war von 2014 bis 2017 Professor für Gesang an der Staatlichen Hochschule für Musik und darstellende Kunst Stuttgart. In der Kritikerumfrage der Zeitschrift Opernwelt 2015 wurde er zum „Sänger des Jahres“ gewählt.

## Leben
Georg Nigl trat bereits als Kind mit den Wiener Sängerknaben als Sopransolist auf. Er studierte Gesang an der Wiener Musikhochschule bei Margaretha Sparber und Rolf Sartorius sowie Liedgestaltung bei David Lutz am Konservatorium Wien. Er beendete seine Ausbildung zum Bariton bei Kammersängerin Hilde Zadek.
Engagements führten ihn unter anderem ans Bolschoi-Theater Moskau, die Staatsoper Berlin, die Bayerische Staatsoper München, die Stuttgarter Staatsoper, die Hamburger Staatsoper, die Wiener Staatsoper, das Teatro alla Scala Mailand, Teatro La Fenice Venedig, Teatro Real Madrid, das Théâtre de la Monnaie Brüssel, das Théâtre des Champs-Elysées, die Nederlandse Opera Amsterdam und das Zürcher Opernhaus sowie zu Festivals wie den Salzburger Festspielen, dem Festival Aix-en-Provence, dem Lucerne Festival, den Schwetzinger Festspielen, der Ruhrtriennale, den Bregenzer Festspielen, der Styriarte Graz und den Wiener Festwochen.
Dabei arbeitete er unter Leitung der Dirigenten Daniel Barenboim, Michael Boder, Teodor Currentzis, Daniel Harding, Nikolaus Harnoncourt, Thomas Hengelbrock, Pablo Heras-Casado, René Jacobs, Ingo Metzmacher, Marc Minkowski, Kent Nagano, Franck Ollu, Kirill Petrenko und Simon Rattle sowie mit Regisseuren wie Andrea Breth, Sasha Waltz, Philippe Arlaud, Frank Castorf, Jürgen Flimm, Achim Freyer, Claus Guth, Andreas Homoki, Hans Neuenfels, Peter Sellars, Joan Simmons, Dmitri Tschernjakow und Robert Wilson.
Georg Nigl trat als ausführender Solist bei vielen Uraufführungen auf, unter anderem von Friedrich Cerha, Pascal Dusapin, Péter Eötvös, Beat Furrer, HK Gruber, Georg Friedrich Haas, Wolfgang Mitterer, Olga Neuwirth, Wolfgang Rihm und Salvatore Sciarrino. Georg Nigls kammermusikalisches Repertoire reicht vom Barock über die Wiener Klassik bis zu Neuester Musik auf – gemeinsam erarbeitet und aufgeführt mit Alexander Melnikov, Andreas Staier und Gérard Wyss.
Liederabende und Konzerte führten ihn in Konzertsäle in Paris, Wien, Berlin, Frankfurt, Hamburg, Köln, München, Amsterdam, Luxemburg, Brüssel, London, Stockholm, Lissabon, Barcelona, Rom, London, Singapur und Tokyo.